# Formel Nippon 1999
Formel Nippon 1999 vanns av holländaren Tom Coronel.

## Delsegrare
| Datum        | Vinnare | Bana                |
| ------------ | ------- | ------------------- |
| 8 april      | Suzuka  | Satoshi Motoyama    |
| 9 maj        | Motegi  | Hidetoshi Mitsusada |
| 23 maj       | Mine    | Satoshi Motoyama    |
| 6 juni       | Fuji    | Tom Coronel         |
| 4 juli       | Suzuka  | Masami Kageyama     |
| 1 augusti    | Sugo    | Tom Coronel         |
| 5 september  | Fuji    | Tom Coronel         |
| 19 september | Mine    | Hidetoshi Mitsusada |
| 3 oktober    | Motegi  | Satoshi Motoyama    |
| 14 november  | Suzuka  | Ralph Firman        |

## Slutställning
| Plats | Förare              | Poäng |
| ----- | ------------------- | ----- |
| 1     | Tom Coronel         | 50    |
| 2     | Satoshi Motoyama    | 46    |
| 3     | Hidetoshi Mitsusada | 31    |
| 4     | Ralph Firman        | 21    |
| 5     | Michael Krumm       | 19    |
| 6     | Masami Kageyama     | 16    |
| 7     | Peter Dumbreck      | 16    |
| 8     | Juichi Wakisaka     | 16    |
| 9     | Takuya Kurosawa     | 10    |
| 10    | Ryo Michigami       | 9     |